# Sale Creek
Sale Creek – jednostka osadnicza w Stanach Zjednoczonych, w stanie Tennessee, w hrabstwie Hamilton.